# Basspace
Basspace – polski zespół muzyczny wykonujący muzykę jazzową.
Zespół został utworzony jesienią 1983 roku przez Witolda Szczurka.
Grupa zadebiutowała w styczniu 1984 roku w Krakowie w składzie:
- Witold Eugeniusz Szczurek – lider, gitara basowa, kontrabas,
- Henryk Gembalski – skrzypce,
- Katarzyna Katlewicz – harfa,
- Jorgos Skolias – wokal,
- Ryszard Styła – gitara.

Wkrótce potem nagrał (bez harfistki) swoją pierwszą płytę W. Szczurek: Basspace (LP, Poljazz).
W ciągu swojej działalności często zmieniał skład. Występowali w nim m.in. Janusz Skowron (instrumenty klawiszowe) i Jerzy Węglewski (perkusja). 
Gościnnie w zespole występowali norweski gitarzysta Terje Rypdal oraz Małgorzata Ostrowska, wokalistka zespołu Lombard.
Brał też udział w Międzynarodowym Festiwalu Jazzowym Jazz Jamboree w latach 1985–1987.
Zespół został rozwiązany w roku 1988.

## Dyskografia
- W. Szczurek: Basspace (LP, Poljazz)
- Basspace: 555555 (LP, Poljazz)
- Basspace (LP, Muza)
- Basspace (LP, Poljazz)